# Women's Social and Political Union
Women's Social and Political Union (Sociální a politický svaz žen, WSPU) byla britská organizace sufražetek, která bojovala za volební právo žen. 

## Historie
Organizace byla založena v říjnu 1903 v Manchesteru. V čele organizace stály Emmeline Pankhurstová, její dcera Christabel Pankhurstová a později Emmeline Pethick-Lawrence, která byla pokladníkem organizace. Roku 1906 se vedení organizace přestěhovalo do Londýna. V té době se také změnila členská základna organizace, která byla do té doby tvořena především socialistkami. Mezi členky organizace patřily například Teresa Billington-Greig, Kitty Marion a Lilian Lenton. Roku 1907 se z WSPU oddělila část členek, které založily WFL (Women's Freedom League). WSPU se postupně radikalizovala a bojovala proti policejnímu násilí pomocí umění bartitsu, které je vyučovala Edith Garrud. Vznikl třicetičlenný tým Bodyguards, který chránil před násilím policie a mužů nejvyšší představitelky hnutí.
Od roku 1912 se organizace proměnila v zásadě v teroristickou organizaci. Její členky ničily zásilky v poštovních schránkách, zapalovaly domy a ne příliš úspěšně odpalovaly bomby.[zdroj?] Část členek s touto proměnou nesouhlasila a přešla do jiných organizací, jako například nově založené US (United Suffragists). Na jaře roku 1914 byla z organizace vyloučena mladší dcera Emmeliny Pankhurst, Sylvia Punkhurst, která založila vlastní organizaci. Když vypukla první světová válka, WSPU vyhlásila příměří. Členky, které s vyhlášením příměří nesouhlasily, založily SWSPU (Suffragettes of the Women's Social Political Union) a IWSPU (Independent Women's Social and Political Union). Organizace zanikla po první světové válce.
Působení organizace v letech 1912–⁠1913 je zobrazeno ve filmu Sufražetka, britském dramatu z roku 2015.